# TUBA1C
TUBA1C (англ. Tubulin alpha 1c) – білок, який кодується однойменним геном, розташованим у людей на короткому плечі 12-ї хромосоми. Довжина поліпептидного ланцюга білка становить 449 амінокислот, а молекулярна маса — 49 895.
| 10         |  | 20         |  | 30         |  | 40         |  | 50         |
| ---------- |  | ---------- |  | ---------- |  | ---------- |  | ---------- |
| MRECISIHVG |  | QAGVQIGNAC |  | WELYCLEHGI |  | QPDGQMPSDK |  | TIGGGDDSFN |
| TFFSETGAGK |  | HVPRAVFVDL |  | EPTVIDEVRT |  | GTYRQLFHPE |  | QLITGKEDAA |
| NNYARGHYTI |  | GKEIIDLVLD |  | RIRKLADQCT |  | GLQGFLVFHS |  | FGGGTGSGFT |
| SLLMERLSVD |  | YGKKSKLEFS |  | IYPAPQVSTA |  | VVEPYNSILT |  | THTTLEHSDC |
| AFMVDNEAIY |  | DICRRNLDIE |  | RPTYTNLNRL |  | ISQIVSSITA |  | SLRFDGALNV |
| DLTEFQTNLV |  | PYPRIHFPLA |  | TYAPVISAEK |  | AYHEQLTVAE |  | ITNACFEPAN |
| QMVKCDPRHG |  | KYMACCLLYR |  | GDVVPKDVNA |  | AIATIKTKRT |  | IQFVDWCPTG |
| FKVGINYQPP |  | TVVPGGDLAK |  | VQRAVCMLSN |  | TTAVAEAWAR |  | LDHKFDLMYA |
| KRAFVHWYVG |  | EGMEEGEFSE |  | AREDMAALEK |  | DYEEVGADSA |  | DGEDEGEEY  |

A: Аланін

C: Цистеїн

D: Аспарагінова кислота

E: Глутамінова кислота

F: Фенілаланін

G: Гліцин

H: Гістидин

I: Ізолейцин

K: Лізин

L: Лейцин

M: Метіонін

N: Аспарагін

P: Пролін

Q: Глутамін

R: Аргінін

S: Серин

T: Треонін

V: Валін

W: Триптофан

Кодований геном білок за функцією належить до фосфопротеїнів. 
Задіяний у такому біологічному процесі, як ацетилювання. 
Білок має сайт для зв'язування з нуклеотидами, ГТФ. 
Локалізований у цитоплазмі, цитоскелеті.